# Faca Bowie

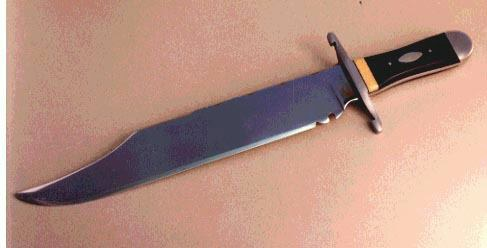
Faca do tipo "Bowie"

A faca Bowie designa, de modo genérico norte-americano, facas de defesa e caça, rústicas e de grandes proporções (geralmente lâminas longas — acima de 25 cm — e largas, tipo clip point), com cabo não cilíndrico, empregada nas fronteiras dos EUA desde meados do século XVIII.
O nome que as eternizou surge muito depois da popularização do seu uso, com um duelo ocorrido em 19 de setembro de 1827, na Praia de Vidália (Rio Mississípi), perto da cidade de Natchez, Estado da Luisiana. Neste episódio (em inglês o chamado Sandbar Fight), o principal protagonista, Jim Bowie, comerciante e aventureiro de grande prestígio social na época, durante uma luta renhida com vários contendores, mesmo atingido por diversos disparos de pistola logra matar com um golpe de sua grande faca o major Norris Wright, seu desafeto, após este lhe desferir um golpe de bengala-estoque no peito, sobrevivendo a esta luta para morrer anos mais tarde na épica Batalha do Alamo, em 1836, no México.
Este e outros episódios protagonizados por estas facas, narrados pelos pioneiros e colonizadores do oeste norte-americano associaram definitivamente estas facas à conquista do Velho Oeste, ligando-as indelevelmente à cultura estadunidense, difundida posteriormente a nível mundial.
O período áureo do uso destas facas nos EUA foi do início do século XIX até pouco depois da Guerra Civil Americana (1861–1865). Este tipo de faca, inicialmente produzida de forma artesanal e com acabamento rústico, sofre durante estes anos, modificações em seu desenho e, especialmente em seu acabamento e fabricação, que foram sendo refinados, fazendo surgir diversas variantes. Com a fama passou a ser fabricada em outros países, encontrando-se em produção até hoje.